# Eishockey-Eredivisie (Belgien) 2014/15
Die Saison 2014/15 war die 95. und letzte Spielzeit der Ehrendivision, der höchsten belgischen Eishockeyspielklasse. Meister wurden zum vierten Mal in der Vereinsgeschichte die Phantoms Antwerp. Nach der Saison wurde die belgische Eredivisie mit der niederländischen Ehrendivision zur BeNe League vereinigt, in der unter anderem auch der belgische Meistertitel ausgespielt wird.

## Modus
In der Hauptrunde absolvierten die sieben Mannschaften jeweils 10 Spiele. Für einen Sieg nach regulärer Spielzeit erhielt jede Mannschaft drei Punkte, für einen Sieg nach Overtime gab es zwei Punkte, bei einer Niederlage nach Overtime gab es einen Punkt und bei einer Niederlage nach regulärer Spielzeit null Punkte.

## Hauptrunde

### Tabelle
|    | Klub                      | Sp | S | OTS | OTN | N | T  | GT | Punkte |
| -- | ------------------------- | -- | - | --- | --- | - | -- | -- | ------ |
| 1. | Phantoms Antwerp          | 9  | 7 | 1   | 0   | 1 | 50 | 26 | 23     |
| 2. | IHC Leuven                | 10 | 6 | 1   | 0   | 3 | 51 | 42 | 20     |
| 3. | Bulldogs de Liège         | 10 | 6 | 0   | 0   | 4 | 47 | 48 | 18     |
| 4. | Haskey Hasselt            | 9  | 4 | 0   | 0   | 5 | 54 | 41 | 12     |
| 5. | Olympia Heist op den Berg | 10 | 3 | 0   | 1   | 6 | 42 | 56 | 10     |
| 6. | White Caps Turnhout       | 10 | 1 | 0   | 1   | 8 | 31 | 62 | 4      |

Sp = Spiele, S = Siege, OTS = Siege nach Overtime, OTN = Niederlagen nach Overtime, N = Niederlagen

Das für den 4. März 2015 angesetzte Spiel der Phantoms Antwerp gegen die Haskey Hasselt fiel aus und wurde nicht mehr nachgeholt.